# Sorbo-Ocagnano
Sorbo-Ocagnano település Franciaországban, Haute-Corse megyében. Lakosainak száma 901 fő (2022. január 1.). Sorbo-Ocagnano Castellare-di-Casinca, Loreto-di-Casinca, Penta-di-Casinca és Venzolasca községekkel határos.

## Népesség
A település népessége az elmúlt években az alábbi módon változott:
| Lakosok száma | 546  | 440  | 492  | 711  | 782  | 813  | 832  | 873  | 882  | 901  |
|               | 1968 | 1982 | 1990 | 2006 | 2013 | 2015 | 2017 | 2019 | 2020 | 2022 |